# Le porte di Anubis
Le porte di Anubis (titolo originale The Anubis Gates) è un romanzo fantastico di Tim Powers scritto nel 1983, basato sul viaggio nel tempo. Il romanzo ha vinto il Premio Philip K. Dick nel 1983 e il premio Science Fiction Chronicle Reader 1984.
È stato pubblicato per la prima volta in italiano nel 1991 da Fanucci.

## Trama
Brendan Doyle, il protagonista, viene ingaggiato da un miliardario mezzo pazzo per tenere una conferenza a una decina di altri miliardari sull'ottocentesco poeta inglese Coleridge, col dettaglio che a tale conferenza seguirà una "visione dal vivo" delle capacità di questo autore, grazie a "un salto nel tempo". Tale salto riuscirà ma le cose non fileranno affatto lisce da questo momento in poi e il protagonista si troverà a passare da un guaio all'altro cercando di tirarcisi fuori e di sopravvivere ad una realtà in cui è un vero e proprio straniero.